# Liste der Biografien/Fua
Liste der Biografien |
Portal Biografien |
Personensuche
# |
A |
B |
C |
D |
E |
F |
G |
H |
I |
J |
K |
L |
M |
N |
O |
P |
Q |
R |
S |
T |
U |
V |
W |
X |
Y |
Z |
?
 
Fa |
Fe |
Ff |
Fh |
Fi |
Fj |
Fk |
Fl |
Fm |
Fn |
Fo |
Fr |
Ft |
Fu |
Fy
 
Fua |
Fub |
Fuc |
Fud |
Fue |
Fuf |
Fug |
Fuh |
Fui |
Fuj |
Fuk |
Ful |
Fum |
Fun |
Fuo |
Fuq |
Fur |
Fus |
Fut |
Fuw |
Fux |
Fuy |
Fuz
Die Liste der Biografien führt alle Personen auf, die in der deutschsprachigen Wikipedia einen Artikel haben. Dieses ist eine Teilliste mit 6 Einträgen von Personen, deren Namen mit den Buchstaben „Fua“ beginnt.

## Fua

### Fuad
- Fu'ād I. (1868–1936), neunter Herrscher von Ägypten und des Sudan (1917–1936)Fu'ād I. (1868–1936)

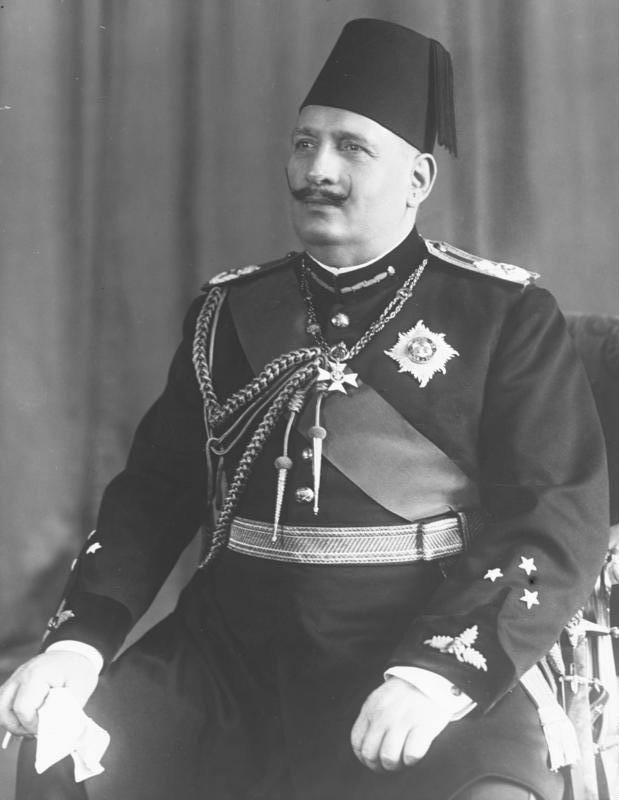
Fu'ād I. (1868–1936)

- Fu'ād II. (* 1952), ägyptischer Adliger, König von Ägypten
- Fuad, Nagwa (* 1939), ägyptische Bauchtänzerin und Schauspielerin

### Fuah
- Fuahea, Laurent (1927–2011), tongaischer Geistlicher, römisch-katholischer Bischof

### Fuan
- Fuanya, Andrew Nkea (* 1965), kamerunischer Geistlicher und römisch-katholischer Erzbischof von Bamenda

### Fuat
- Fuat (* 1972), türkischer Rapper